# عملية المكنسة
عملية المكنسة: في 4 أغسطس 1991، شنّت مجموعة مكوّنة من 100 إلى 150 مسلحًا من حزب العمال الكردستاني هجومًا على مركز الدرك في قرية سامانلي بمنطقة شمدينلي في ولاية حكاري جنوب شرق تركيا، مستخدمين قاذفات صواريخ وأسلحة أخرى. أسفر الهجوم عن مقتل 10 جنود وأسر سبعة آخرين وإصابة تسعة.
عقب اجتماع حزب الوطن الأم، أعلن رئيس الوزراء التركي مسعود يلماز ليلة 5 أغسطس 1991 عن إطلاق عملية عسكرية عبر الحدود ضد عناصر حزب العمال الكردستاني في شمال العراق، بدعم من قيادة القوات الجوية.
تقدمت القوات لمسافة 19 كيلومترًا داخل الأراضي العراقية، وكُشف أيضًا أن عثمان أوجلان، شقيق عبد الله أوجلان، كان موجودًا في معسكرات الحزب بالمنطقة. أطلقت القوات المسلحة التركية على هذه المهمة اسم "عملية المكنسة" للتأكيد على هدفها في القضاء على مواقع حزب العمال الكردستاني والاستيلاء على معسكراتهم ومخازن أسلحتهم، وهو اسم ارتبط علنًا بفكرة "تنظيف" المنطقة.